# Wrigley Bluffs
Die Wrigley Bluffs sind 6 km lange und bis zu 860 m hohe Felsenkliffs im westantarktischen Queen Elizabeth Land. In der nördlichen Patuxent Range der Pensacola Mountains ragen sie 5 km nördlich des Mount Cross in den Anderson Hills auf.
Der United States Geological Survey kartierte sie anhand eigener Vermessungen und Luftaufnahmen der United States Navy aus den Jahren von 1956 bis 1966. Das Advisory Committee on Antarctic Names benannte sie 1968 nach Richard J. Wrigley, Verantwortlicher für die Ausrüstung auf der Palmer-Station im antarktischen Winter 1966.